# Polynôme
Ne doit pas être confondu avec Polygone ou Polynomé.

Courbe représentative d'une fonction cubique.

En mathématiques, un polynôme est une expression formée uniquement de produits et de sommes de constantes et d'indéterminées (aussi appelées variables), habituellement notées X, Y, Z, etc. Les polynômes sont largement utilisés en pratique, ne serait-ce que parce qu'ils donnent localement une valeur approchée de toute fonction dérivable (voir l'article Développement limité) et permettent de représenter des formes lisses (voir l'article Courbe de Bézier, décrivant un cas particulier de fonction polynomiale).
Un polynôme, en algèbre générale, à une indéterminée sur un anneau unitaire est une expression de la forme : 
{\displaystyle a_{0}+a_{1}X^{1}+a_{2}X^{2}+\dots +a_{n}X^{n}\,}
où X est un symbole appelé « indéterminée du polynôme », supposé être distinct de tout élément de l'anneau, les coefficients ai sont dans l'anneau et n est un entier naturel.
Si, en mathématiques appliquées, en analyse et en algèbre linéaire, il est fréquent de confondre le polynôme avec la fonction polynomiale, il n'en est pas de même en algèbre générale. Cet article traite principalement du polynôme formel à une indéterminée.

## Considérations historiques
L'histoire des polynômes est inséparable de celle de l'algèbre. Initialement créés pour résoudre des équations, ils se trouvent confondus avec les fonctions polynomiales. Au fur et à mesure que les recherches s'approfondissent, il se révèle nécessaire de distinguer plus nettement le polynôme formel de la fonction polynomiale. Cette évolution se fait conjointement avec le développement de l'algèbre générale. Les coefficients quittent alors le domaine des nombres usuels, comme les réels ou les complexes, pour appartenir à des anneaux commutatifs unitaires ou à des corps commutatifs quelconques. L'étude des polynômes formels ouvre la porte à celle des séries formelles.

## Polynômes formels
Un polynôme f à une indéterminée est défini comme une expression formelle de la forme
 {\displaystyle f=a_{n}X^{n}+a_{n-1}X^{n-1}+\dots +a_{1}X+a_{0}} 
où les coefficients a0, … , an sont éléments d'un anneau A, et X est un symbole formel appelé indéterminée du polynôme.
Plus formellement, on peut définir un polynôme comme une suite d'éléments, d'un anneau, qui s'annule à partir d'un certain rang.
Ainsi, la formule précédente sera une conséquence immédiate (en faisant recours à des notations mathématiques classiques à savoir la notation de Kronecker). Dans ce cas, les coefficients du polynôme coïncident avec les éléments de la suite associée.
L'ensemble des polynômes à une indéterminée X à coefficients dans un anneau A, noté A[X], peut être construit à partir de l'ensemble des suites {\displaystyle (a_{i})_{i\in \mathbb {N} }} à support fini (donc nulles à partir d'un certain rang, appelées également suites presque nulles) d'éléments de A, en le munissant d'une structure d'anneau. Dans cette construction, un monôme aXk est représenté par la suite qui est nulle partout, sauf en l'indice k où elle vaut a.
Le degré de ce polynôme est défini, si le polynôme est non nul (c'est-à-dire si ses coefficients ne sont pas tous nuls), par {\displaystyle d=\max\{j\in \mathbb {N} \mid a_{j}\neq 0_{A}\}}, c'est le plus grand exposant de X devant lequel le coefficient n'est pas nul. Le coefficient dominant de ce polynôme est alors {\displaystyle a_{d}}. On note généralement le degré d'un polynôme P, deg(P) ou d°(P). Selon une convention courante, le degré du polynôme nul vaut −∞. Pourtant, si on souhaite que la relation de divisibilité sur les polynômes soit en accord avec la relation d'ordre sur leurs degrés, on doit définir le degré du polynôme nul comme ∞. En pratique, surtout en réalisant des algorithmes algébriques, il peut être mieux de laisser le degré du polynôme nul indéfini et traiter son cas à part.
Deux polynômes sont égaux si et seulement si les suites de leurs coefficients sont égales. Les polynômes à coefficients dans A peuvent être ajoutés simplement par l'addition des coefficients correspondants, et multipliés en utilisant la distributivité de la multiplication par rapport à l'addition et la règle suivante :
aXj bXk = ab Xj+k pour tous les entiers naturels j et k.
On peut alors vérifier que l'ensemble de tous les polynômes à coefficients dans l'anneau A forme lui-même un anneau, et que l'application de A vers cet anneau qui envoie a sur a X0 est un morphisme injectif. L'anneau des polynômes à coefficients dans A est noté A[X] et on considère A comme sous-anneau de A[X] par le morphisme mentionné.
Si A est commutatif, alors A[X] est une algèbre associative sur A.
On peut engendrer l'anneau A[X] à partir de A en adjoignant un nouvel élément X à A et en exigeant que X commute avec tous éléments de l'ensemble A. Pour que l'ensemble obtenu devienne un anneau, toutes les combinaisons linéaires de puissances de X doivent être aussi adjointes à l'ensemble.

## Fonctions polynomiales
À tout polynôme P(X) de A[X], on peut associer une fonction polynomiale, d'ensemble de définition et d'arrivée A. On obtient la valeur de cette fonction pour un argument donné x en remplaçant partout le symbole X dans P(X) par x. Les algébristes font une distinction entre un polynôme et une fonction polynomiale car, sur certains anneaux A (par exemple sur les corps finis), deux polynômes différents peuvent avoir la même fonction polynomiale associée. Ceci n'est pas le cas sur le corps des réels ou des complexes et donc les « analystes » ne séparent pas les deux concepts.
Par exemple, sur le corps fini ℤ/2ℤ, le polynôme X + X2 est non nul, mais sa fonction polynomiale associée l'est.
Morphisme d'évaluation : plus généralement, dans un polynôme P(X), on peut remplacer le symbole X par n'importe quel élément e appartenant à une algèbre associative E sur A. L'application qui, à tout polynôme P(X) dans A[X], associe l'élément P(e) de E (défini comme ci-dessus) est appelée morphisme d'évaluation en e de A[X] dans E. Un cas très fréquent est celui où A est un corps K, et E l'algèbre des matrices n × n sur K, ou bien l'algèbre des endomorphismes d'un espace vectoriel sur K. On définit ainsi des polynômes de matrices et d'endomorphismes :
 {\displaystyle P(M)=a_{n}M^{n}+a_{n-1}M^{n-1}+\dots +a_{1}M+a_{0}I_{n}} ; 
 {\displaystyle P(u)=a_{n}u^{n}+a_{n-1}u^{n-1}+\dots +a_{1}u+a_{0}Id_{E}}. 
Ainsi, pour tout polynôme P(X) d'indéterminée X, P(u) est un « polynôme d'endomorphisme » pour chaque endomorphisme u et P(M) est un « polynôme de matrice » pour chaque matrice M.

## Divisibilité
En algèbre commutative, et plus précisément dans un anneau intègre (toujours commutatif et unitaire par définition), une attention particulière est portée sur l'étude de la divisibilité entre les polynômes. Des résultats plus forts existent quand les coefficients sont pris dans un corps.

### Coefficients dans un anneau intègre
Si f et g sont des polynômes dans A[X], on dit que f divise g s'il existe un polynôme q dans A[X] tel que fq = g.
On peut démontrer alors que « chaque racine engendre un facteur linéaire », ou plus formellement que : si P est un polynôme dans A[X] et a est un élément de A tel que P(a) = 0, alors le polynôme X – a divise P (la réciproque est immédiate). Le quotient peut être calculé en utilisant la méthode de Horner.
Certains polynômes aux propriétés particulières se détachent alors :
- polynôme inversible : un polynôme P est inversible s'il existe un polynôme Q tel que PQ = 1.
Les seuls polynômes inversibles de A[X] sont les polynômes constants dont la constante est inversible dans A ;
- polynôme irréductible : P est un polynôme irréductible s'il n'est ni nul, ni inversible, ni produit de deux polynômes non inversibles.
Un polynôme du premier degré aX + b est donc irréductible si et seulement si a et b sont premiers entre eux (par exemple, tout polynôme unitaire du premier degré est irréductible, tandis que 2X + 2 = 2(X + 1) n'est pas irréductible dans ℤ[X]).
Le polynôme X 2 + 1 est irréductible dans ℝ[X], mais pas dans ℂ[X].
Si A est un anneau factoriel, alors tout polynôme se décompose de manière unique, à un inversible près, en produit de polynômes irréductibles. A[X] est donc aussi factoriel ;
- polynôme premier : P est un polynôme premier s'il n'est ni nul ni inversible et si, pour tout produit QS divisible par P, l'un des deux polynômes Q ou S est divisible par P.
Dans un anneau factoriel (donc dans A[X] si A est factoriel), les notions d'élément premier et d'élément irréductible sont équivalentes, mais dans un anneau quelconque on a seulement la propriété suivante : tout élément premier est irréductible ;
- polynôme primitif : si A est un anneau factoriel, P est un polynôme primitif si le PGCD de ses coefficients est inversible.
Dans un anneau commutatif unitaire, un polynôme est dit primitif lorsque l'anneau est le plus petit idéal principal contenant les coefficients du polynôme ;
- polynôme scindé : polynôme qui peut s'écrire comme produit de polynômes du premier degré.
X 2 + 1 est scindé sur ℂ (il se décompose en (X + i)(X – i)), mais pas sur ℝ ;
- polynôme séparable (sur un corps) : polynôme étant premier avec son polynôme dérivé ;
- polynômes premiers entre eux : P et Q sont premiers entre eux si les seuls polynômes qui divisent à la fois P et Q sont les polynômes inversibles ;
- polynôme unitaire : polynôme dont le coefficient du terme de plus haut degré est 1 ;
- polynôme cyclotomique : pour tout entier n > 0, le n-ième polynôme cyclotomique est le produit des X – ζ, avec ζ parcourant les racines complexes n-ièmes primitives de l'unité ;
- polynômes associés : on dit que deux polynômes P et Q sont associés si P divise Q et Q divise P, autrement dit s'il existe k inversible dans A tel que P = kQ. Dans toutes les propriétés de divisibilité, un polynôme peut être remplacé par un autre polynôme associé. Ainsi, X – ¼, 4X – 1 et –4X + 1 sont associés dans ℚ[X] car on peut les écrire sous la forme d'un même polynôme multiplié par un scalaire inversible : X – ¼, 4(X – ¼) et –4(X – ¼).

### Coefficients dans un corps commutatif
Si K est un corps commutatif et f et g sont des polynômes dans K[X] avec g ≠ 0, alors il existe des polynômes q et r dans K[X] avec : f = q g + r et tels que le degré de r soit strictement plus petit que le degré de g. Les polynômes q et r sont uniquement déterminés par f et g. C'est ce que l'on appelle la division euclidienne ou « la division suivant les puissances décroissantes » de f par g et cela montre que l'anneau K[X] est un anneau euclidien.
K[X] est donc un anneau euclidien (seuls les anneaux de polynômes à coefficients dans un corps sont des anneaux euclidiens) et cela permet alors de définir les notions de PPCM et de PGCD avec la mise en place d'un algorithme d'Euclide de recherche de PGCD. On retrouve aussi l'identité de Bézout sur les polynômes premiers entre eux : si P et Q sont premiers entre eux, il existe deux polynômes U et V tels que UP + VQ = 1.

### Réductibilité des polynômes de ℤ[X]
Un polynôme primitif A de ℤ[X] est irréductible si et seulement si, considéré comme polynôme de ℚ[X], il est irréductible dans ℚ[X]. De plus, si A = BC dans ℚ[X], il existe un rationnel non nul λ tel que λB et λ−1C soient dans ℤ[X].
Si des polynômes A, B, C de ℤ[X] vérifient A = BC et si A est unitaire, alors B et C sont également unitaires (au signe près).

## Constructions de nouvelles structures
Les constructions de nouvelles structures sont de deux types : extensions de l'anneau A[X] ou de l'anneau A de départ.

### Corps des fractions
Si A est un anneau intègre (donc commutatif et unitaire), il en est de même de son anneau de polynômes ; on peut donc construire le corps des fractions de A[X], appelé corps des fractions rationnelles à coefficients dans A et d'indéterminée X.

### Corps de rupture
La seconde structure conduit à tout le domaine des extensions.
Si A est un anneau intègre et si P est un polynôme premier de A[X], on peut construire un anneau intègre AP contenant A dans lequel P possède une racine. Lorsque A est un corps, AP aussi : c'est le corps de rupture de P.
La construction se fait en considérant l'idéal I engendré par P. C'est un idéal premier de A[X], et même un idéal maximal si A est un corps. L'anneau quotient A[X]/I est donc un anneau intègre, et même un corps si A en est un.
On plonge alors A dans cet anneau AP par le morphisme injectif qui à tout élément associe sa classe. Si l'on note r la classe de X alors P(r) est la classe de P. Comme P est dans l'idéal I, sa classe est nulle donc P(r) = 0.
Il est possible de réitérer ce processus jusqu'à obtenir un corps contenant toutes les racines. Ce corps s'appelle le corps de décomposition.
Un corps est algébriquement clos quand il est inutile de chercher des corps de rupture, c'est-à-dire quand tous les polynômes sont scindés. C'est le cas en particulier de ℂ.

## Autres opérations sur les polynômes

### Polynôme dérivé
Sur A[X], si P est le polynôme défini par {\displaystyle P(X)=\sum _{0\leq i\leq n}a_{i}X^{i},} le polynôme dP défini par {\displaystyle {\rm {d}}P(X)=\sum _{1\leq i\leq n}ia_{i}X^{i-1}} s'appelle le polynôme dérivé de P (en particulier, da0 = 0).
L'application d de A[X] dans A[X] est un morphisme de modules (et donc de groupes), vérifiant de plus d(PQ) = PdQ + QdP. À ce titre, c'est une application de dérivation.
Une propriété importante du polynôme dérivé est le fait qu'une racine est multiple si et seulement si elle est aussi racine du polynôme dérivé. (Pour une démonstration et des énoncés plus précis, voir le § « Critère différentiel pour la multiplicité d'une racine » de l'article Racine d'un polynôme.)

### Division
Si K est un corps commutatif, l'anneau K[X] dispose de deux divisions. La première est euclidienne et confère à l'ensemble des polynômes une structure d'anneau euclidien permettant d'y développer une arithmétique des polynômes un peu analogue à celle des entiers. Cette arithmétique s'avère importante pour la factorisation des polynômes. La deuxième est dite selon les puissances croissantes. Elle est utile dans la recherche d'une décomposition en éléments simples d'une fraction rationnelle ou d'un développement limité.

## Polynôme en plusieurs indéterminées
Le cas de ces polynômes sera juste évoqué ici car l'anneau A[X, Y] peut simplement être considéré comme l'anneau des polynômes de la variable Y à coefficients dans A[X].
Le degré du polynôme sera alors la plus grande valeur obtenue en faisant les somme des exposants de chaque indéterminée dans chaque monôme.
{\displaystyle X^{3}+3XYZ^{2}-5Y+7\,}
est un polynôme de degré 4 à trois indéterminées.
Parmi les polynômes à n indéterminées, l'étude des polynômes symétriques et de leur groupe de permutations est un domaine important de l'algèbre.
Ces polynômes sont également dits multivariés, par opposition aux polynômes univariés, à une seule variable.

## Polynôme de Laurent
Il est également possible d'introduire les puissances négatives d'une variable et d'obtenir ainsi un anneau A[X, X−1] dit de Laurent. C'est l'algèbre du groupe ℤ sur l'anneau A.